# Физостигмин
Физостигмин (также известен как эзерин, от éséré — западно-африканское название калабарских бобов) — парасимпатомиметический алкалоид, обратимый ингибитор холинэстеразы. Является главным алкалоидом так называемых калабарских бобов — семян западно-африканского растения Physostigma venenosum — физостигмы ядовитой. В медицинской практике применяется главным образом при глаукоме, как средство, сужающее зрачок и снижающее внутриглазное давление. 
Синонимы: Эзерина салицилат, Eserini salicylas, Physostigmine salicylate, Physostigminum salicylicum.

## Химическое строение и свойства
По химическому строению физостигмин относится к производным индола, содержит уретановую группу. В медицине применяется физостигмина салицилат (Physostigmini salicylas).
Бесцветные блестящие призматические кристаллы. Трудно растворим в воде (1:100), растворим в спирте (1:12). От действия света и воздуха порошок и растворы окрашиваются в красный цвет и становятся неактивными. Растворы готовят ех tempore асептически или подвергают тиндализации.

## Фармакологические свойства
Физостигмин является одним из основных представителей антихолинэстеразных веществ обратимого действия. В больших дозах наряду с влиянием на холинэстеразу может оказывать (так же, как и другие антихолинэстеразные препараты) непосредственное действие на холинорецепторы.
Физостигмина салицилат применяют главным образом в глазной практике для сужения зрачка и понижения внутриглазного давления при глаукоме. После введения в конъюнктивальный мешок сужение зрачка наступает обычно через 5—15 мин и держится 2—3 ч и более. При кератитах применяют мази с салицилатом физостигмина (0,2—0,25 %).
При глаукоме физостигмин вызывает более сильное снижение внутриглазного давления, чем пилокарпин, но он относительно часто вызывает болевые ощущения в глазу и надбровной области вследствие сильного сокращения радужной оболочки. По этой причине физостигмин чаще применяют при острой глаукоме и в случае, когда пилокарпин недостаточно эффективен.
Физостигмин иногда применяют также в клинике нервных болезней при нервномышечных заболеваниях, а также при парезе кишечника. Более широкое применение для этих целей имеют галантамин, оксазил, прозерин, а при парезе кишечника и мочевого пузыря — ацеклидин.

### Физостигмин при болезни Альцгеймера
В последние годы пытаются использовать физостигмин (подкожно) для улучшения состояния больных с болезнью Альцгеймера. Установлено, что при этом заболевании увеличено содержание в коре большого мозга холин-ацетилтрансферазы — фермента, участвующего в биосинтезе ацетилхолина. Происходящее при этом нарушение холинергической иннервации сопровождается характерными для данного заболевания клиническими симптомами (ослаблением памяти и др.). 
Обнаружено, что физостигмин несколько улучшает состояние больных, страдающих болезнью Альцгеймера. Однако достаточно стойкого лечебного эффекта физостигмин не даёт. Вместе с тем наблюдаются нежелательные побочные явления, что ограничивает применение этого препарата. Для получения более эффективных холинергических средств, пригодных для комплексного лечения болезни Альцгеймера, ведётся поиск специфических агонистов М1-мускариновых постсинаптических рецепторов и антагонистов пресинаптичесних М2-рецепторов, способных усиливать высвобождение ацетилхолина холинергическими нервными окончаниями.

## Побочные эффекты
При применении физостигмина, так же, как и других антихолинэстеразных препаратов, особенно в высоких дозах, могут наблюдаться побочные явления, связанные с гиперактивностью холинергических процессов, усиление саливации, бронхиолоспазм, спазм мышц кишечника и мочевого пузыря, замедление сердечных сокращений и нарушение ритма сердца, судорожные реакции и др.
Фармакологическими антагонистами физостигмина являются атропин, метацин и другие холинолитические препараты.

## Хранение
Хранить в хорошо укупоренных банках оранжевого стекла, в защищённом от света месте.
Ранее препарат входил в список А. Приказ № 472 от 31 декабря 1999 года «О Перечне лекарственных средств списков А и Б» был отменён Министерством здравоохранения и социального развития РФ приказом № 380 от 24 мая 2010 года.